# 工学院大学建築学部
工学院大学建築学部（こうがくいんだいがく けんちくがくぶ、英称：School of architecture）は、工学院大学が設置する建築学部。

## 概略
工学院大学建築学部は2011年4月に、工学部から建築学科と建築都市デザイン学科が分離独立して誕生した。この時、建築学部が学部単体で大学にできるのは（近畿大学建築学部とともに）日本史上初である。
初年度の建築学部の受験者数は前年の建築学科と建築都市デザイン学科合計に比べ7割アップ、さらに、他の学部の受験者も前年比三割増という波及効果を生んだが、建築学部の受験生の多寡は、本学の存亡に関わると全学挙げて後押しした。広報宣伝でも建築学部を前面に出して、ソフトからハードまで広がりのある新学部とアピールすると受験生らの反応はよく、他の学部まで波及したという。
工学院大学建築学科には学科改変の機運があり、建築学部には誕生する10年前から学部化の動きがあった。
2002年、建築学科主任教授に吉田倬郎が就任し、中堅若手建築学科教員の殆どをメンバーとする、建築学科将来構想検討WGを発足させる。
2003年、工学院大学の新学長に三浦宏文が就任すると、工学院大学の複数学部化を目指し、「21世紀プラン作成委員会」（委員長：木村副学長）が発足した。吉田倬郎は、建築学科主任教授を辞し、学長補佐（教務部長兼務）に就任。21世紀プラン委員会委員に加わった。
2009年5月に理事ら経営側と大学が一緒になったワーキングチームを設け検討して、新学部「建築学部」の全体像が決定する。新学部の特長は、建築学科時代から多くの教員を抱えていることを生かし、建築で教える内容を芸術、アート、マネジメント、建築の歴史から、まちづくり、インテリアデザインまで幅広く学べるようにして、ハードからソフトまで広がりのある学部に位置付けた。
「建築学部」とすることによって、これまで工学部の教育のなかではやや難しかった学問分野である美学、社会学、心理学、法学、歴史学、地理学、福祉学などの新しい分野を幅広く取り入れることが容易になり、従来の固定的な建築の殻を破った学部と化すこととなった。
学部学科再編の手続きでは学内では当該学科における検討と準備、大学レベルの合意、理事会の決済が、国（文部科学省）へは届け出（内容の大幅な変化がなく、定員が既存の定員以内）、主に担当部局の指導への対応と審査（届け出の要件を満たさない場合）、審査委員会での審査への対応があった。
「21世紀プラン作成委員会」では、建築系学部設置の背景と教育目標として、日本での社会・経済の成熟化による、いわゆる新築需要を対象とした20世紀型建築市場、建築産業の縮小から、工学院大学の建築系では、20世紀型の建築学の教育体系と近未来の建築市場が求めるマンパワーのミスマッチを解消するため、既存の工学部建築系の範囲を市場のニーズに合わせて大きく拡張した、建築系学部設置の必要性を認識するに至ったという。新たに形成されつつある建築関連諸分野で、今まさに求められている職能領域に関わる知識、技術、能力に対応した専門教育体系を、従来の「工学部建築学科」の志願者層を大きく拡張した多様な能力を持つ人材にきめ細かく提供し、多様な「建築職能人（関連諸学・技術の統合者）」を社会に輩出することを目標とした。
そして学部の体制として、多様なカリキュラムと一級建築士受験資格認定のクリアの両立を実現するため、建築学科単学科で構成する。既存の建築学の領域を拡張するために、一級建築士受験資格認定に対応する分野の教員22から25人程度（全体36人の2/3）、新規分野の教員11から14人程度（同1/3）とし、全てこの建築系学部建築学科に置く。学生数、教員数は現状を維持することとした。
工学部建築学科でなく、建築系学部建築学科である必要については、現代の建築に対する高度化・複雑化したニーズは、工学的ソリューションのみでは対応できない。総合的な「建築学」としての枠組みが求められること、建築産業の周辺分野には、建築の基礎的素養（一級建築士受験資格程度）を満足すれば、必ずしも工学的教育の習得を必須としない職能、人材が活躍可能な領域があり、この領域は他分野出身者との競合関係にあるが、卒業生が競争優位に立つ能力付与、教育コンテンツの提供が必須であること、入試状況を改善するために、本格的に建築を学びたくとも工学部的な教育の枠組みに気後れしている潜在的建築志願者を取り込むこと、と考えた。
そして志願者、入試方法についても、従来の工学部の志願者層を拡張するために、理系入試、文理系入試、社会工学系入試、文系入試の4つを実施する。
そうした入試方法で入学した1、2年次を中心とした基礎教育、総合文化教育について、文系入試等で入学した学生を対象には、基礎教育科目を設定し、リメディアル教育を充実させ、理系入試等で入学した学生については、従来の工学部の理数系教育を実施する。総合文化科目については、学生個々の専門領域が確定した後、よりインテンシブな受講形態を実現するとした。
2006年に実施していた複数学部化では、建築学部は見送られた。大学側では「21世紀プラン作成委員会報告書」で、複数学部化の候補として、情報学部、建築学部、グローバルエンジニアリング学部、の3学部が候補として挙げられ、建築学部は情報学部とともに「有力候補」とされた。理事会は、情報学部、グローバルエンジニアリング学部、の実現を決め、建築学部の設立は見送ったのである。
このため、2006年の複数学部化の4年後を一つの目標とした。そして学生募集活動を開始するには、学部発足の前年度後期中に、学内のプロセスと国の指導への対応を済ませる必要があるからである。
他方、建築学部化に向けたこれまでの実績を生かしつつ、新機軸を取り込んだ。居住者、使用者、活用者等、建築の供給者の視点に消費者の視点を加える、 受験者層の多様化として文系受験者への開放、教員組織のスケールメリットの活用、そして学部大学院一貫、国際化、UIA、JABEEなど教育制度改革への対応、さらに建設業界の活性化への貢献として工学院大学の建築学部化への挑戦は逼塞した建設業界を勇気づけるなど、日本の建築界の状況を鑑み、育成する人材の多様化：建築の周辺分野を意識した。
工学院大学建築学部は次の7つの特色を定めた。
①生産・供給者の視点だけでなく、ユーザーからの視点の導入、②社会ニーズに対応できる総合的な教育、③学生の幅広い興味や社会の多様性に応じた専門教育、④多様なバックグラウンドを持つ受験者層の受け入れ、⑤多様な人材の育成と卒業後の進路の多様化、⑥きめ細かな教育プログラム、⑦教育の達成目標のひとつとしての資格への対応。
その為、工学院大学建築学部は、理系受験生だけでなく、文系受験生にも受験できるような入試システムを用意している。
工学院大学建築学部は３つの学科（まちづくり学科、建築学科、建築デザイン学科）で構成され、大学1･2年次は3学科共通で幅広い知識を身につけ、大学3･4年次に「12分野」の一つに軸足を置きながら、専門知識を深めていくことを目指している。
また、学生が一級建築士にスムーズに合格できるように、一級建築士の指定の授業科目を大学1・2年のカリキュラムに用意している。

## 沿革
- 1887年 - 工手学校に造家学科が新設される（工学院大学建築学科の前身）。講師陣は辰野金吾、片山東熊、妻木頼黄、藤本寿吉ら。
- 1949年4月 - 工学院大学工学部の開学、機械工学科、工業化学科第一部でスタート。

- 1955年4月 - 工学部に電気工学科、建築学科を増設。

- 1958年 - 工学院大学に工学専攻科第1部（昼）と第2部（夜）を設置する。

- 1959年4月 - 工学専攻科に電気工学専攻、建築学専攻を増設。

- 1964年4月 - 大学院・工学研究科修士課程を開設。機械工学、工業化学、電気工学、建築学各専攻。

- 1966年4月 - 大学院・工学研究科博士課程を開設。機械工学、工業化学、電気工学、建築学各専攻。

- 1991年 - 第1部建築学科に建築学コース、都市建築デザインコースを新設。
- 1999年 - 都市建築デザインコースを廃止し建築都市デザイン学科が新設される[7]。

- 2000年 - 第1部建築学科に建築コース、環境コースを新設。
- 2003年 - 建築学科の建築コースを建築学コースに、環境コースを環境建築コースに名称変更。

- 2010年 - 建築学部の申請認可（まちづくり学科、建築学科、建築デザイン学科）。

- 2011年4月 - 工学院大学に建築学部を新設。

## 学部学科
建築学部
- まちづくり学科

- 建築学科

- 建築デザイン学科

## 学部長
- 筧 淳夫

## 交通アクセス
八王子キャンパス（東京都八王子市中野町2665-1）
- JR（中央線・横浜線・八高線）「八王子駅」下車 北口バス乗り場[15]より西東京バス（直通）で15分・「工学院大学」下車 北口バス乗り場[6]より西東京バスで20分・「工学院大学」または「工学院大学西」下車
- 京王線「京王八王子駅」下車、バス乗り場[3]より西東京バスで25分・「工学院大学西」下車
- JR（青梅線・五日市線・八高線）・西武拝島線「拝島駅」下車、南口バス乗り場[3]より西東京バスで25分「工学院大学」下車

新宿キャンパス（東京都新宿区西新宿1-24-2）
- JR「新宿駅」西口より徒歩5分
- 京王線、小田急線、地下鉄各線「新宿駅」より徒歩5分
- 都営大江戸線「都庁前駅」より徒歩3分
- 西武新宿線「西武新宿駅」より徒歩10分